# علياء بنت خليفة آل مكتوم
صاحبة السمو الشيخة علياء بنت خليفه بن سعيد آل مكتوم ابنة أخ الشيخ راشد بن سعيد آل مكتوم حاكم دبي السابق ووالدتها الشيخة صنعاء بنت مانع أل مكتوم. وهي أرملة الشيخ مكتوم بن راشد آل مكتوم حاكم إمارة دبي السابق.
كانت الشيخة علياء بنت خليفة بن سعيد آل مكتوم زوجة الشيخ مكتوم بن راشد آل مكتوم حتى وفاته عام 2006. وقد تزوجت في 12 مارس 1971. مثل بقية أفراد عائلة آل مكتوم، تشارك الشيخة علياء في سباقات الشيخة الخيول. وقد اشترت أربعة خيول في عام 2005. فاز حصانها إيليان بان "Eilean Ban" بسباق شروط الرهانات لللمُهْرُ EBF Fillies 'Conditions Stakes في 2 سبتمبر 2005 في مضمار نيوماركت "Newmarket Racecourse".
ولها من الأبناء:
- الشيخة حصه بنت مكتوم آل مكتوم
- الشيخة ميثاء بنت مكتوم آل مكتوم
- الشيخة لطيفة بن مكتوم أل مكتوم
- الشيخ سعيد بن مكتوم آل مكتوم
- الشيخ راشد بن مكتوم آل مكتوم (متوفي)